# Ptiloniola edwardsi
Ptiloniola edwardsi är en tvåvingeart som beskrevs av Munro 1967. Ptiloniola edwardsi ingår i släktet Ptiloniola och familjen borrflugor.
Artens utbredningsområde är Uganda. Inga underarter finns listade i Catalogue of Life.